# Nekropole an der Kremlmauer

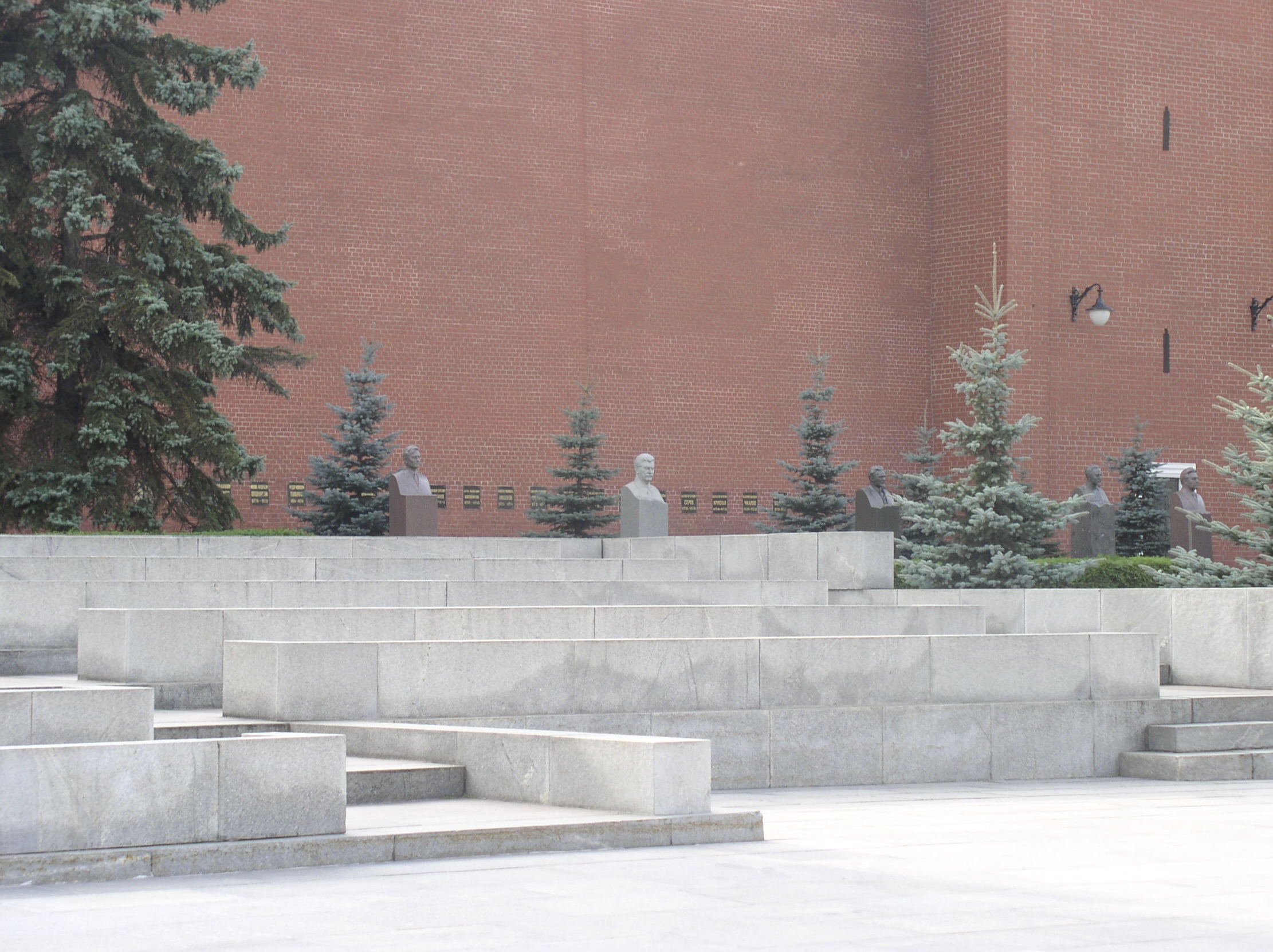
Nekropole an der Kremlmauer

Die Nekropole an der Kremlmauer ist ein direkt am Roten Platz liegendes Teilstück der Kremlmauer, die den Moskauer Kreml umgibt. Sie diente der Sowjetunion als Ehrenfriedhof. Neben politischen und militärischen Führern des Landes wurden hier auch ausländische Kommunisten wie Clara Zetkin und John Reed beigesetzt.
Auf dem Roten Platz vor der Kremlmauer wurde das Lenin-Mausoleum errichtet, und zwar direkt vor dem 1491 erbauten Senatsturm. Der Ehrenfriedhof wurde dahinter angelegt. Heute finden sich entlang der Befestigung 12 Einzel- und 15 Gemeinschaftserdgräber, während die Urnen von weiteren 114 Verstorbenen in der Mauer selbst untergebracht sind. Die Urnen befinden sich zu beiden Seiten des Senatsturms auf dem gesamten Abschnitt zwischen dem Nikolaus- und dem Erlöserturm.

## Geschichte
Die Verwendung des Roten Platzes als Begräbnisstätte begann im November 1917, als gegen Ende der Oktoberrevolution zwei Massengräber für die Opfer des Sturms auf den Kreml (15. November 1917) geschaffen wurden. Vor der Außenmauer des Kreml wurden 238 Bolschewiki beigesetzt. 1919 fand hier mit Jakow Swerdlow erstmals ein bedeutender Politiker seine Ruhestätte. 1924 wurde das Lenin-Mausoleum gebaut, worauf sich die Nekropole schnell zum politisch bedeutendsten Friedhof der Sowjetunion entwickelte. Mit der Bestattung Miron Wladimirows begann 1925 die Beisetzung von Urnen in der Kremlmauer, seit 1974 gilt die Nekropole offiziell als Gedenkstätte. Seit dem Ende der Sowjetunion werden keine neuen Gräber mehr an der Kremlmauer vergeben.
Nach dem Zerfall der Sowjetunion wurde mehrmals der Versuch unternommen, die Gedenkstätte aus politischen, religiösen oder anderen Gründen zu liquidieren. Dem steht die geltende Gesetzgebung gegenüber, die eine Umbestattung gegen den Willen der Hinterbliebenen verbietet.
Seit 2013 dient der Militärgedenkfriedhof der Russischen Föderation als offizielle Gedenkstätte.

## Liste der Grabstätten

### Einzelgräber
Die Personen, die zwischen dem Lenin-Mausoleum und der Mauer des Kremls in einzelnen Erdgräbern beigesetzt wurden, waren meist Staatsoberhäupter der Sowjetunion (abgekürzt SO), Generalsekretäre der KPdSU (GS) und/oder bedeutende Heerführer. Bestattet sind hier (von rechts nach links):
1. Konstantin Tschernenko (1911–1985), Politiker (GS, SO)
2. Semjon Budjonny (1883–1973), Marschall
3. Kliment Woroschilow (1881–1969), Marschall und Politiker (SO)
4. Andrei Schdanow (1896–1948), Politiker
5. Michail Frunse (1885–1925), Heerführer
6. Jakow Swerdlow (1885–1919), Revolutionär und Politiker (SO)
7. Leonid Breschnew (1906–1982), Politiker (GS, SO)
8. Felix Dserschinski (1877–1926), Revolutionär und Organisator der Tscheka
9. Juri Andropow (1914–1984), Leiter des KGB und Politiker (GS, SO)
10. Michail Kalinin (1875–1946), Politiker (SO)
11. Josef Stalin (1878–1953), Politiker (GS), bis 1961 gemeinsam mit Lenin im Mausoleum bestattet
12. Michail Suslow (1902–1982), Politiker

### Gemeinschaftsgräber

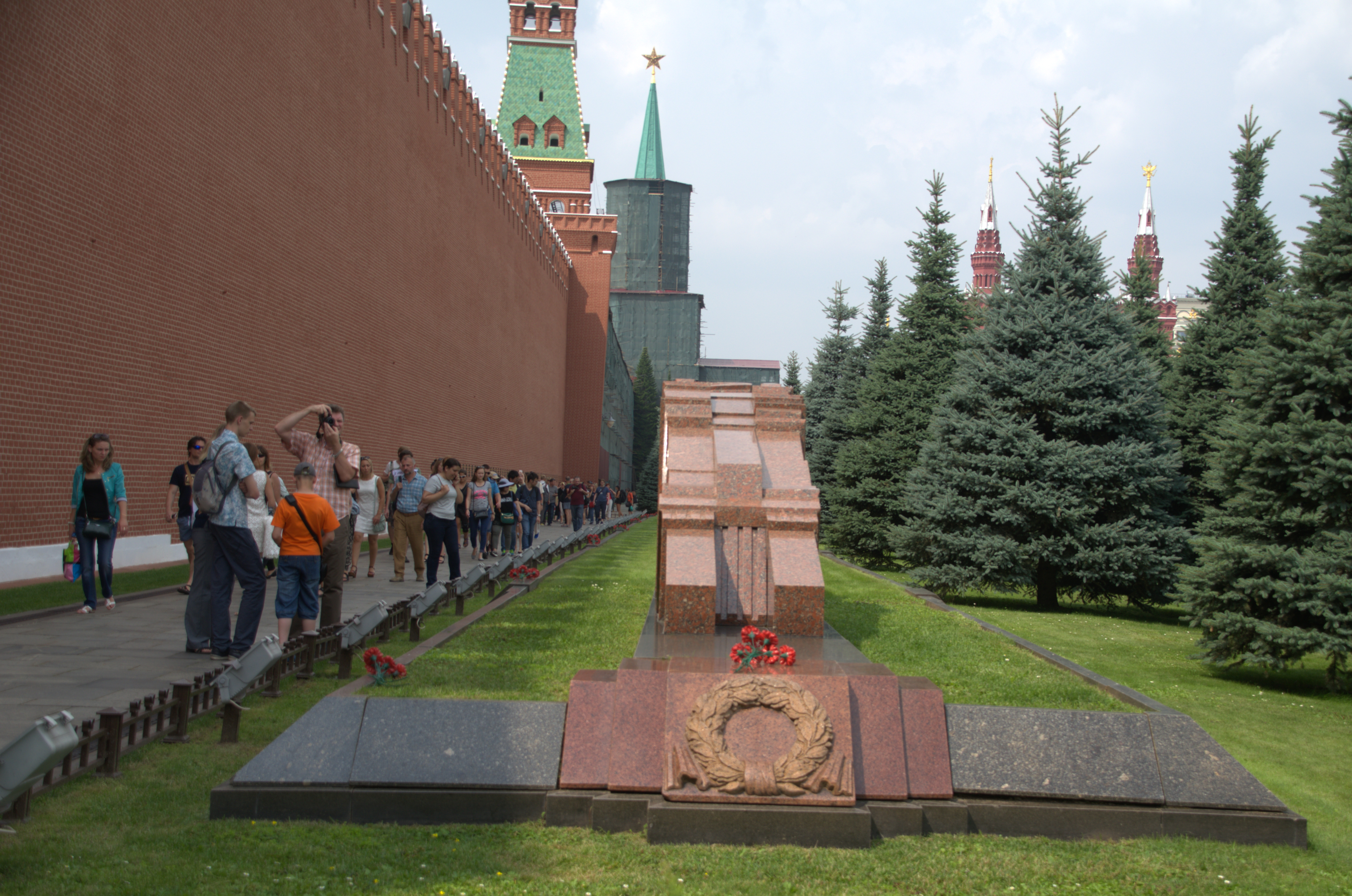
Gemeinschaftsgräber

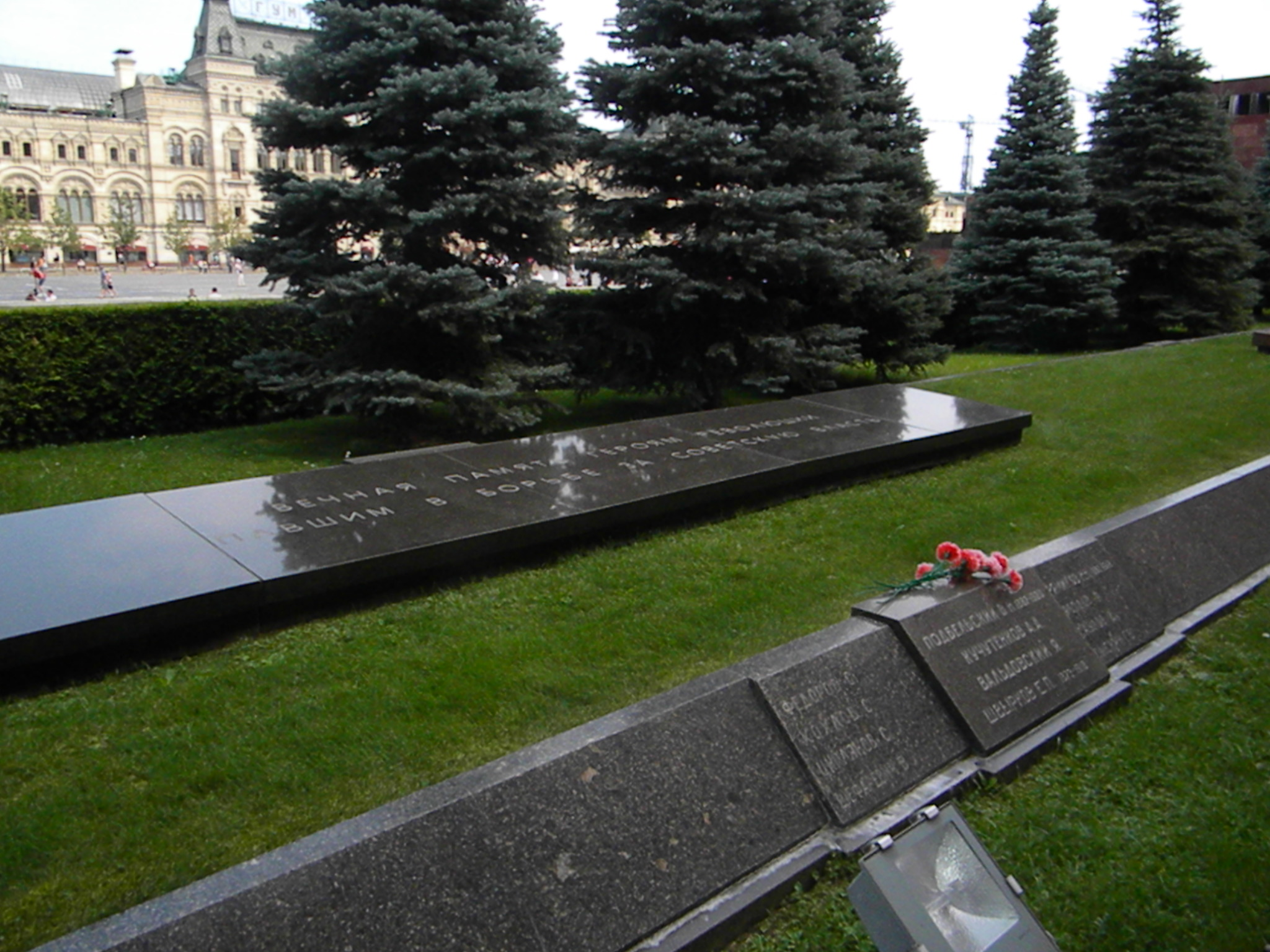
Gemeinschaftsgrab Nr. 4

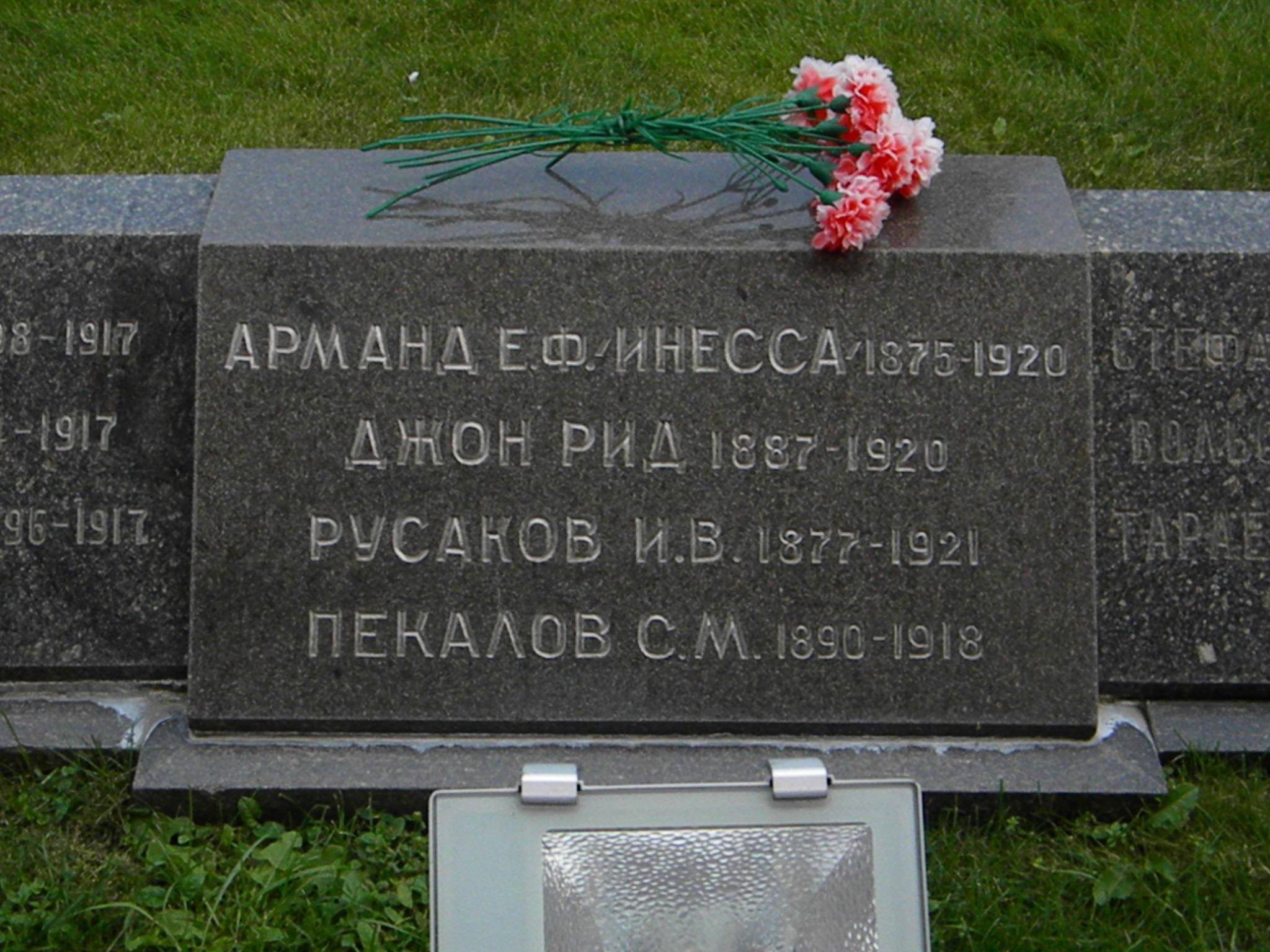
Gemeinschaftsgrab Nr. 5, Inschriften für Inessa Armand, John Reed, Iwan Russakow und Semjon Pekalow

In den zwischen 1917 und 1927 auf den Flächen zwischen der Umfassungsmauer des Kreml und dem Roten Platz angelegten Gemeinschaftsgräbern sind größtenteils Rotarmisten, Milizionäre oder Moskauer Parteifunktionäre beigesetzt, die in den ersten Jahren nach der Revolution ums Leben kamen, einige von ihnen durch Attentate. Zum Teil sind ihre Namen gar nicht oder nur zum Teil bekannt. Zu den in diesen Gemeinschaftsgräbern bestatteten Männern und Frauen gehören aber auch bedeutende Persönlichkeiten der kommunistischen Bewegung, teilweise Ausländer. Die Gemeinschaftsgräber an der Kremlmauer sind heute in insgesamt 15 gärtnerisch gestaltete Grabanlagen organisiert, bei denen die Namen der hier Bestatteten auf schwarzen Marmortafeln eingraviert sind. Beigesetzt wurden hier unter anderem (in alphabetischer Reihenfolge):
- Augusta Aasen (1878–1920), norwegische sozialdemokratische Politikerin der Arbeiderpartiet (in Gemeinschaftsgrab Nr. 9)
- Inessa Armand (1874–1920), Revolutionärin französischer Abstammung (in Gemeinschaftsgrab Nr. 5)
- Michail Janyschew (1884–1920), Revolutionär, Bürgerkriegsteilnehmer, Tscheka- und WZIK-Mitglied (in Gemeinschaftsgrab Nr. 8)
- Lew Karpow (1879–1921), Revolutionär und Organisator der sowjetischen chemischen Industrie (in Gemeinschaftsgrab Nr. 6)
- Wassili Lichatschow (1882–1924), Revolutionär und Politiker (in Gemeinschaftsgrab Nr. 6)
- Nəriman Nərimanov (Nariman Narimanow, 1870–1925), aserbaidschanischer Schriftsteller und Politiker, nach ihm ist die Stadt Narimanow benannt (in Gemeinschaftsgrab Nr. 7)
- Wiktor Nogin (1878–1924), Revolutionär und Politiker, nach ihm sind die Stadt Noginsk und der Moskauer Platz (sowie früher zwei Metrostationen) Ploschtschad Nogina benannt (in Gemeinschaftsgrab Nr. 6)
- Semjon Pekalow (1890–1918), Polizist des 1. Pjatnizki-Kommissariats in Moskau, gefallen bei Kämpfen an der Ustinsky-Brücke (in Gemeinschaftsgrab Nr. 5)
- Wadim Podbelski (1887–1920), Revolutionär und Politiker, nach ihm ist die Moskauer Straße Uliza Podbelskowo benannt (sowie die gleichnamige Metrostation von 1990 bis 2014) (in Gemeinschaftsgrab Nr. 4)
- John Reed (1887–1920), US-amerikanischer Journalist und Kommunist (in Gemeinschaftsgrab Nr. 5)
- Iwan Russakow (1877–1921), Mediziner und Revolutionär (in Gemeinschaftsgrab Nr. 5)
- Alexander Safonow (1871–1919), Revolutionär und Bürgerkriegsteilnehmer (in Gemeinschaftsgrab Nr. 3)
- Wladimir Sagorski (1883–1919), Revolutionär und Politiker, nach ihm war von 1930 bis 1991 die Stadt Sergijew Possad als Sagorsk benannt (in Gemeinschaftsgrab Nr. 1)
- Iwan Schilin (1871–1922), Revolutionär und Tscheka-Mitglied, Vertrauter Dserschinskis (in Gemeinschaftsgrab Nr. 13)
- sieben Opfer des Aerowagon-Unglücks von 1921: Bei der Erprobung dieses  flugzeugmotorbetriebenen Eisenbahntriebwagens starben neben Walerian Abakowski (* 1895), dem Konstrukteur des Aerowagon, auch der australische Kommunist John Freeman, der britische Kommunist John William Hewlett, der bulgarische Kommunist Iwan Konstantinow (* 1887), die deutschen Kommunisten Otto Strupat (1893–1921) und Oskar Hellbrück (* 1884) sowie der russische Kommunist Fjodor Sergejew („Genosse Artjom“; * 1883) – in den Gemeinschaftsgräbern Nr. 12, 13 und 14.
- Anton Stankewitsch (1862–1919), Generalmajor und Bürgerkriegsheld (in Gemeinschaftsgrab Nr. 7)
- Pjotr Woikow (1888–1927), Revolutionär und Parteifunktionär, nach ihm ist die Moskauer Metrostation Woikowskaja benannt (in Gemeinschaftsgrab Nr. 7)
- Wazlaw Worowski (1871–1923), Literaturkritiker, Publizist und einer der ersten sowjetischen Diplomaten. Worowski wurde im Mai 1923 in Lausanne ermordet (Conradi-Affäre) (in Gemeinschaftsgrab Nr. 7)

### Urnengräber
Die meisten Personen, die an der Kremlmauer ein Urnen-Ehrengrab erhielten, wurden im Krematorium auf dem neuen Donskoi-Friedhof eingeäschert. Es war das erste Krematorium in Moskau und wurde Anfang der 1920er-Jahre eingerichtet, indem eine ehemalige Kirche zu diesem Zweck umgebaut wurde. Es wurde bis Mitte der 1970er-Jahre betrieben und war bis dahin auch das einzige Krematorium der sowjetischen Hauptstadt.

#### Rechte Seite
(von rechts nach links)

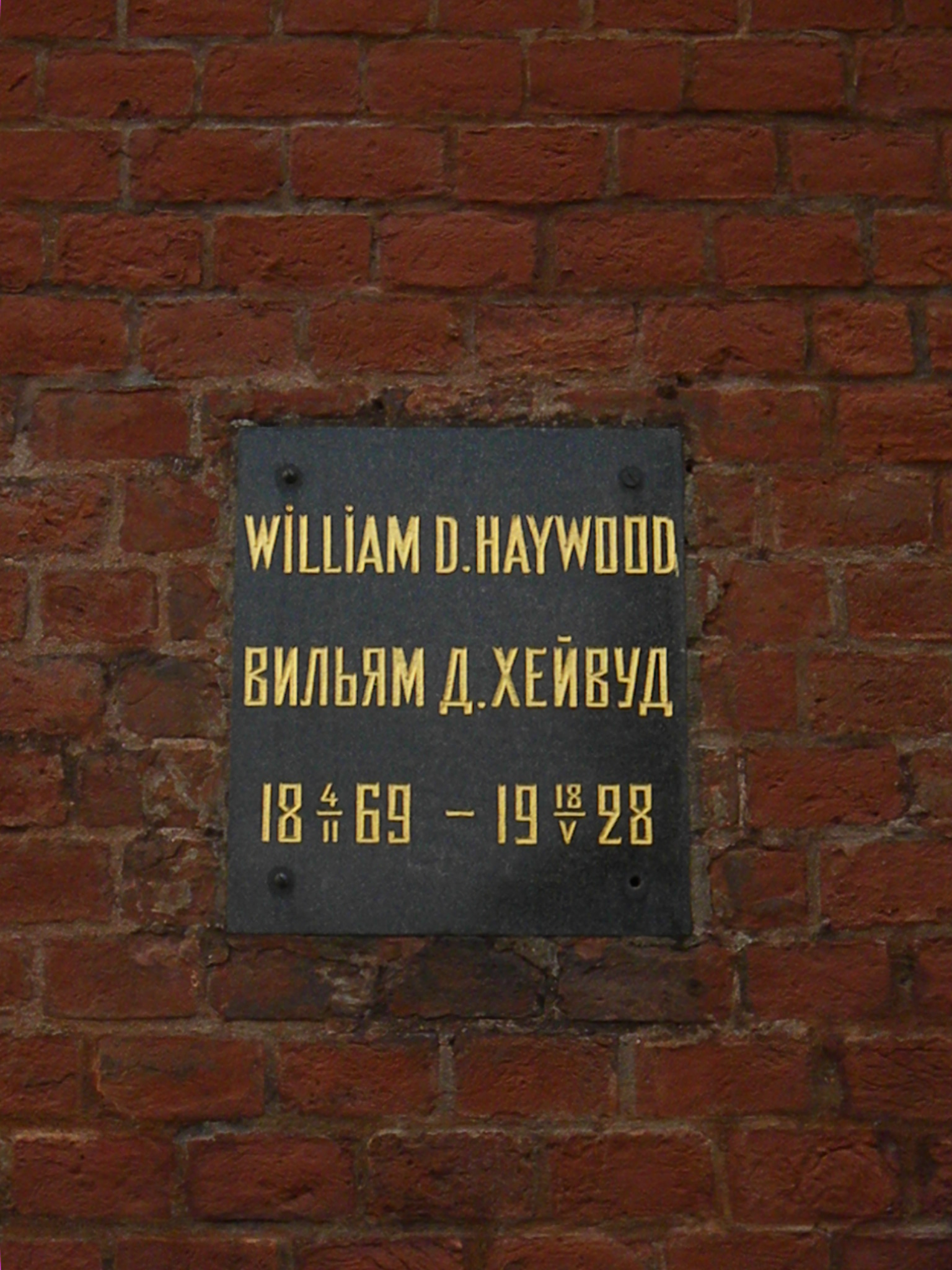
Urnengrab von Haywood

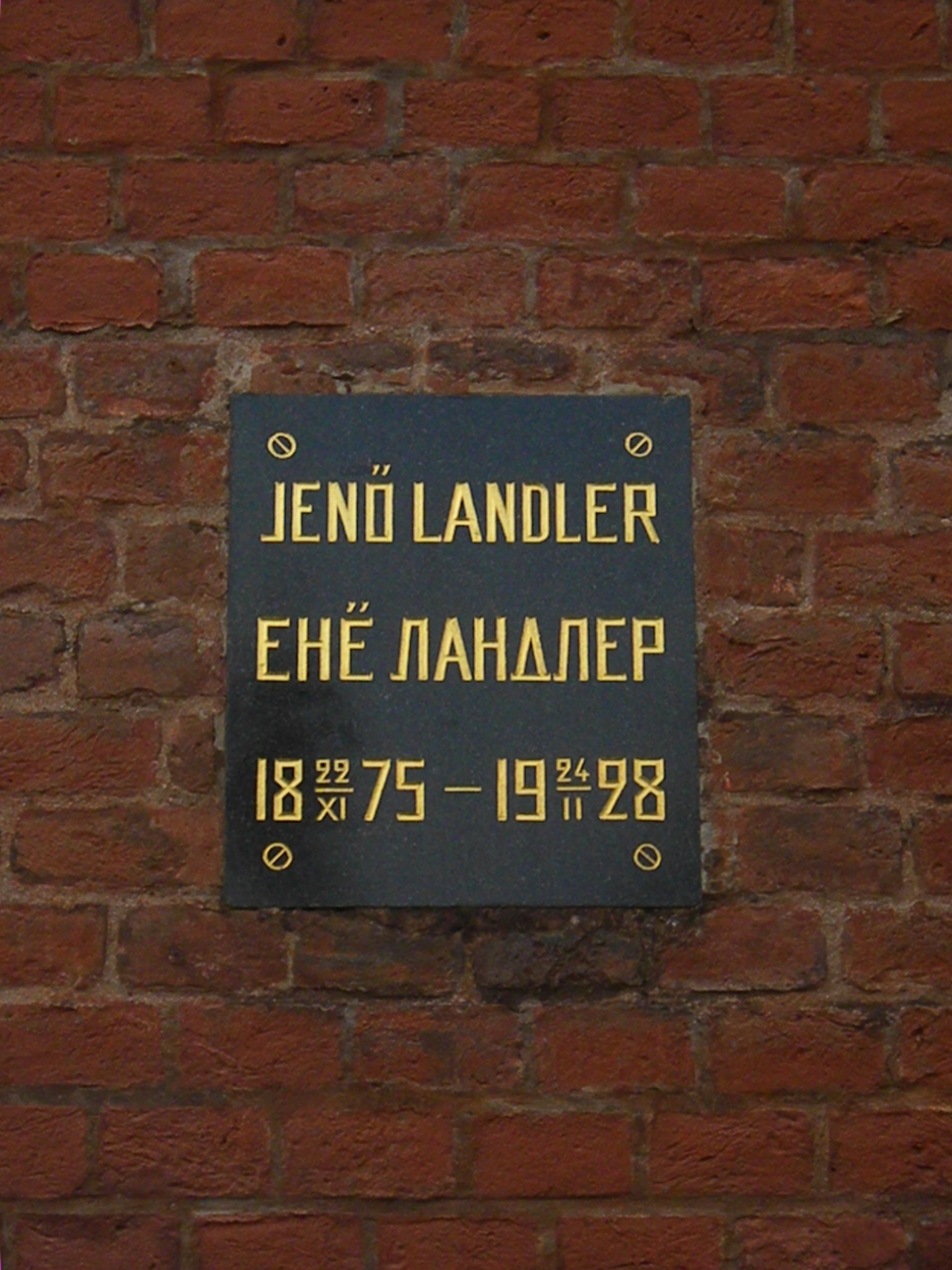
Urnengrab von Landler

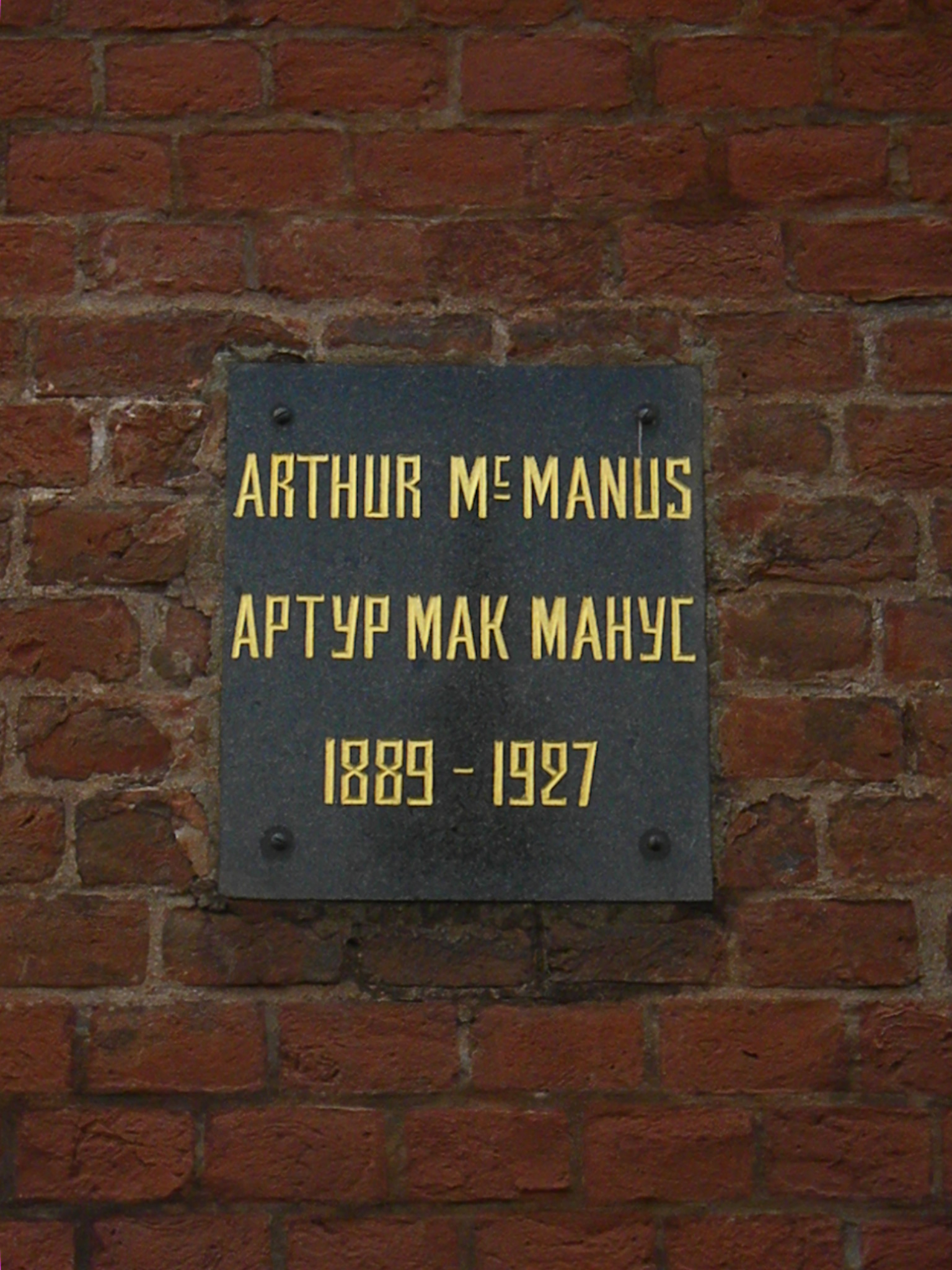
Urnengrab von MacManus

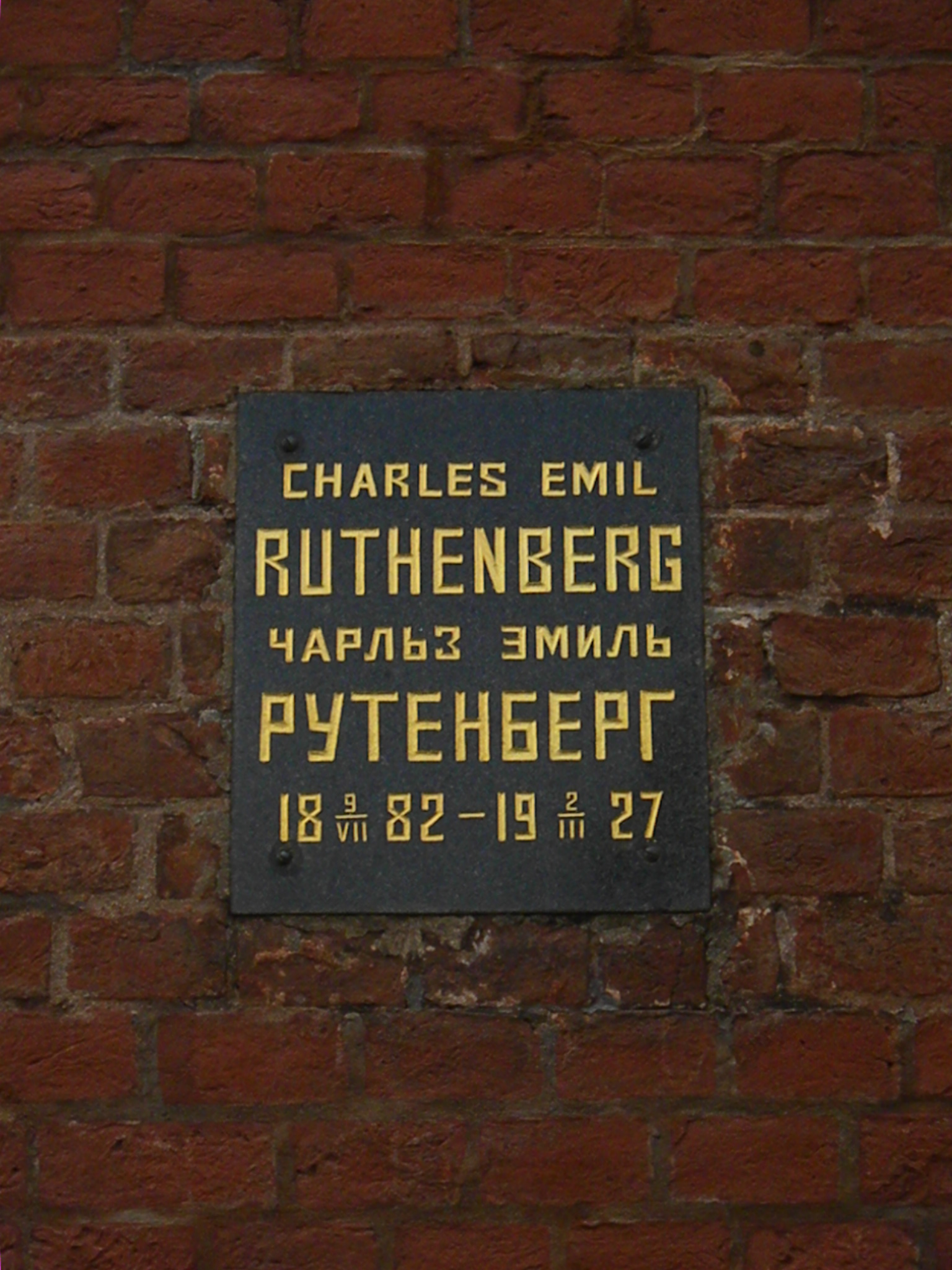
Urnengrab von Ruthenberg

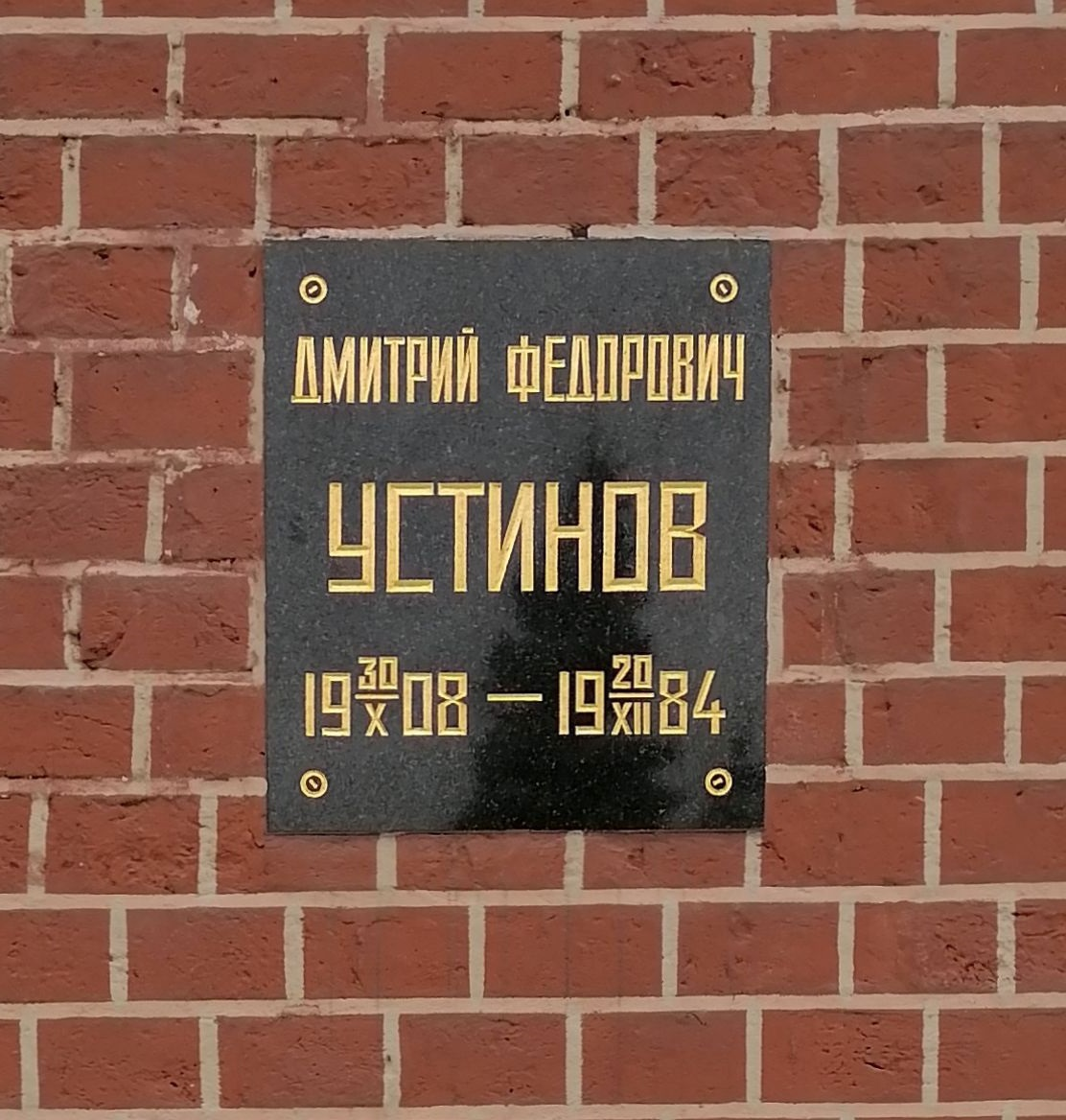
Urnengrab von Ustinow

1. William Dudley Haywood (1869–1928), radikaler US-amerikanischer Gewerkschafter
2. Jenő Landler (1875–1928), ungarischer Kommunist
3. Arthur MacManus (1889–1927), britischer Gewerkschafter
4. Charles Ruthenberg (1882–1927), Gründer der Kommunistischen Partei der USA
5. Miron Wladimirow (1879–1925), Revolutionär und Politiker
6. Dmitri Ustinow (1908–1984), Marschall der Sowjetunion und Verteidigungsminister
7. Leonid Kostandow (1915–1984), Politiker
8. Arvīds Pelše (Arwid Pelsche, 1899–1983), lettisch-sowjetischer Politiker
9. Howhannes Baghramjan (Iwan Bagramjan; 1897–1982), Marschall der Sowjetunion
10. Alexei Kossygin (1904–1980), Politiker
11. Fjodor Kulakow (1918–1978), Politiker
12. Mstislaw Keldysch (Mstislavs Keldišs; 1911–1978), lettisch-sowjetischer Mathematiker, Aerodynamik- und Raumfahrttheoretiker
13. Alexander Wassilewski (1895–1977), Marschall der Sowjetunion
14. Georgi Schukow (1896–1974), Marschall der Sowjetunion und Verteidigungsminister
15. Sergei Kamenew (1881–1936), Heerführer
16. Alexander Karpinski (1847–1936), Geologe und Präsident der Akademie der Wissenschaften
17. Fritz Heckert (1884–1936), deutscher Kommunist
18. Iwan Towstucha (1889–1935), Sekretär Stalins
19. Pjotr Smidowitsch (1874–1935), Revolutionär und Politiker
20. Walerian Dowgalewski (1885–1934), Revolutionär und Diplomat
21. Wjatscheslaw Menschinski (1874–1934), Revolutionär, Politiker und Leiter der GPU
22. Alexander Steingart (1887–1934), Politiker
23. Ilja Ussyskin (1910–1934), Ballonfahrer, verunglückt mit dem Stratosphärenballon Ossoawiachim 1
24. Andrei Wassenko (1899–1934), Ballonkonstrukteur, verunglückt mit Ossoawiachim 1
25. Pawel Fedossejenko (1898–1934), Ballonfahrer, verunglückt mit Ossoawiachim 1
26. Anatoli Lunatscharski (1875–1933), Kulturpolitiker
27. Sen Katayama (1859–1933), japanischer Kommunist
28. Abram Golzman (1894–1933), Revolutionär und Politiker, erster Leiter der sowjetischen zivilen Luftfahrtgesellschaft
29. Pjotr Baranow (1892–1933), Revolutionär, Militär- und Parteifunktionär
30. Sergei Gussew (1874–1933), Revolutionär und Politiker
31. Alexei Swiderski (1878–1933), Revolutionär und Politiker
32. Michail Olminski (1863–1933), Revolutionär, Historiker, Literaturkritiker und Publizist
33. Alexander Stopani (1871–1932), Revolutionär und Politiker
34. Kuprijan Kirkisch (1888–1932), Revolutionär und Politiker
35. Michail Pokrowski (1868–1932), Marxist und Historiker
36. Pēteris Stučka (Peter Stucka, Pjotr Stutschka; 1865–1932), lettisch-sowjetischer Politiker
37. Juri Larin (Michail Salmanowitsch Lurje; 1882–1932), Revolutionär, Politiker, Ökonom und Publizist
38. Wladimir Triandafillow (1894–1931), Militärtheoretiker
39. Michail Michailow-Iwanow (1894–1931), Revolutionär und Wirtschaftspolitiker
40. Iwan Lepse (Janis Lepse; 1889–1929), lettisch-sowjetischer Revolutionär, Gewerkschafter und Politiker
41. Iwan Skworzow-Stepanow (1870–1928), Revolutionär, Historiker, Ökonom und Politiker
42. Alexander Zjurupa (1870–1928), Revolutionär und Politiker
43. Leonid Krassin (1870–1926), Revolutionär und Politiker
44. Clara Zetkin (1857–1933), deutsche Politikerin und Frauenrechtlerin

#### Linke Seite
(von rechts nach links)

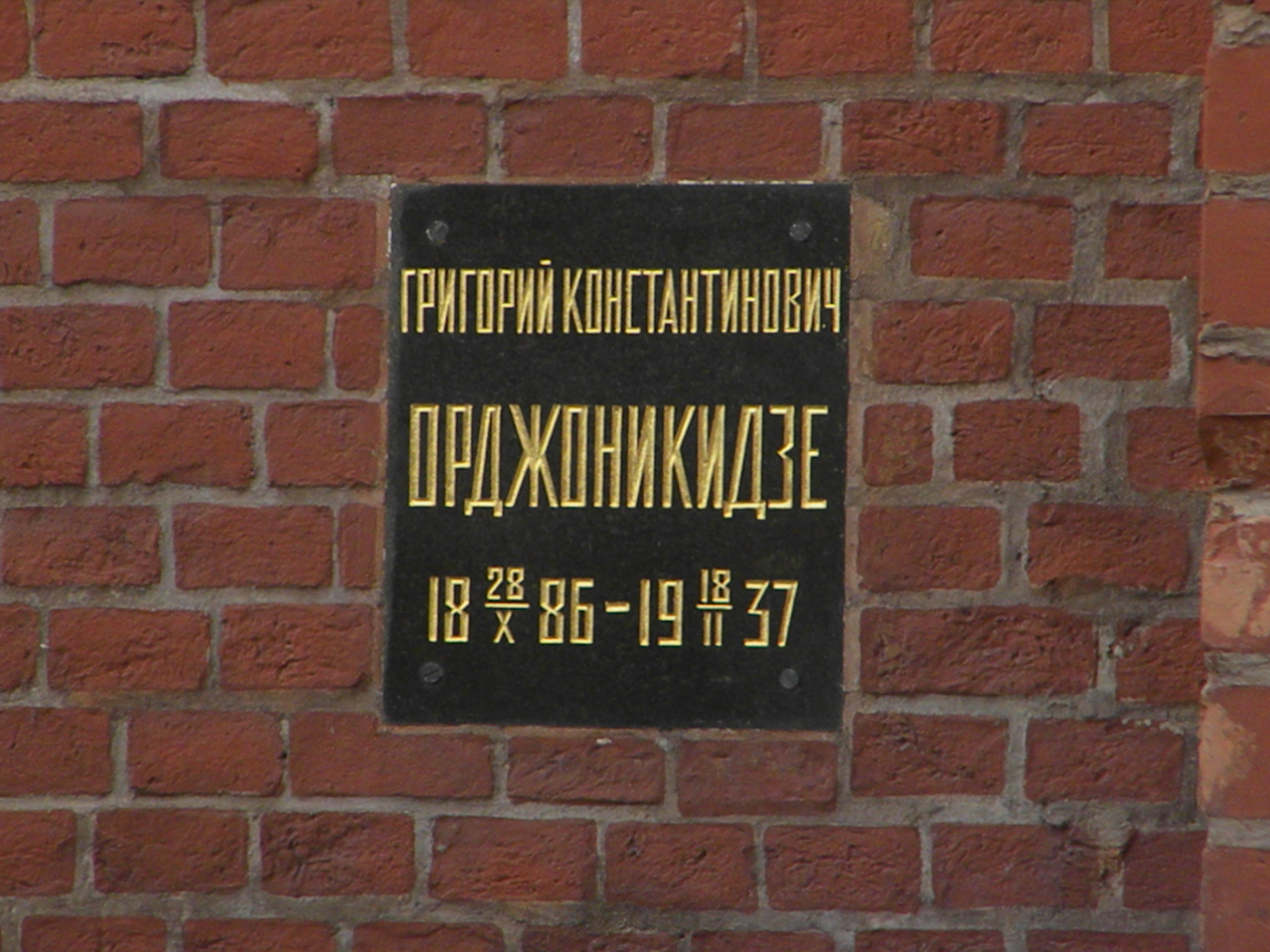
Urnengrab von Ordschonikidse

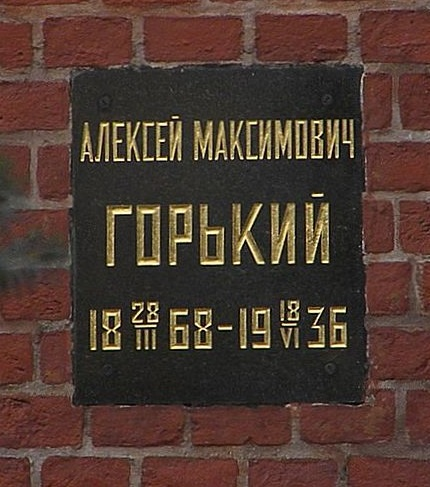
Urnengrab von Maxim Gorki

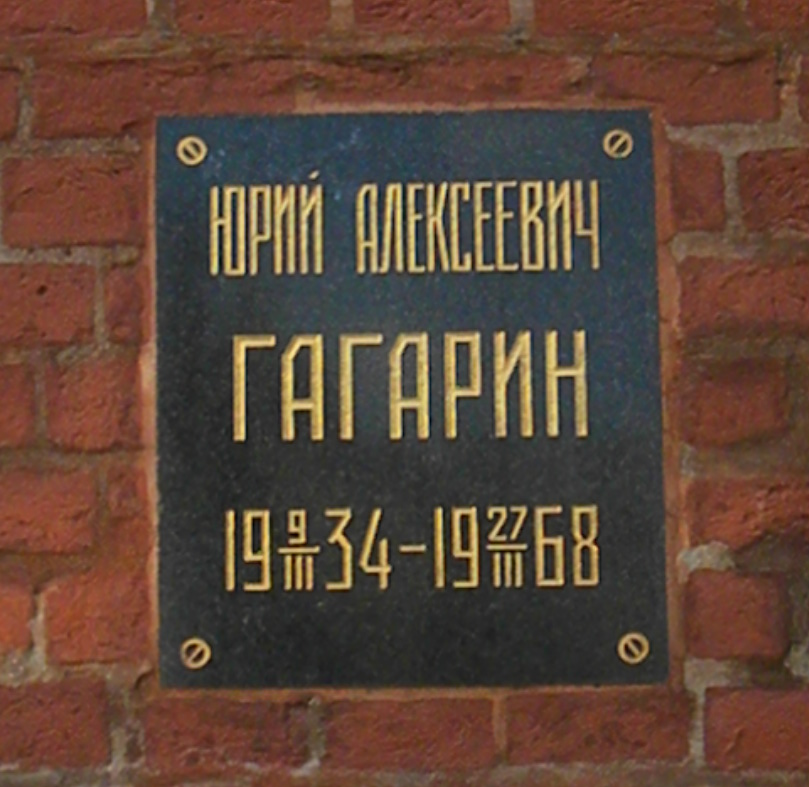
Urnengrab von Gagarin

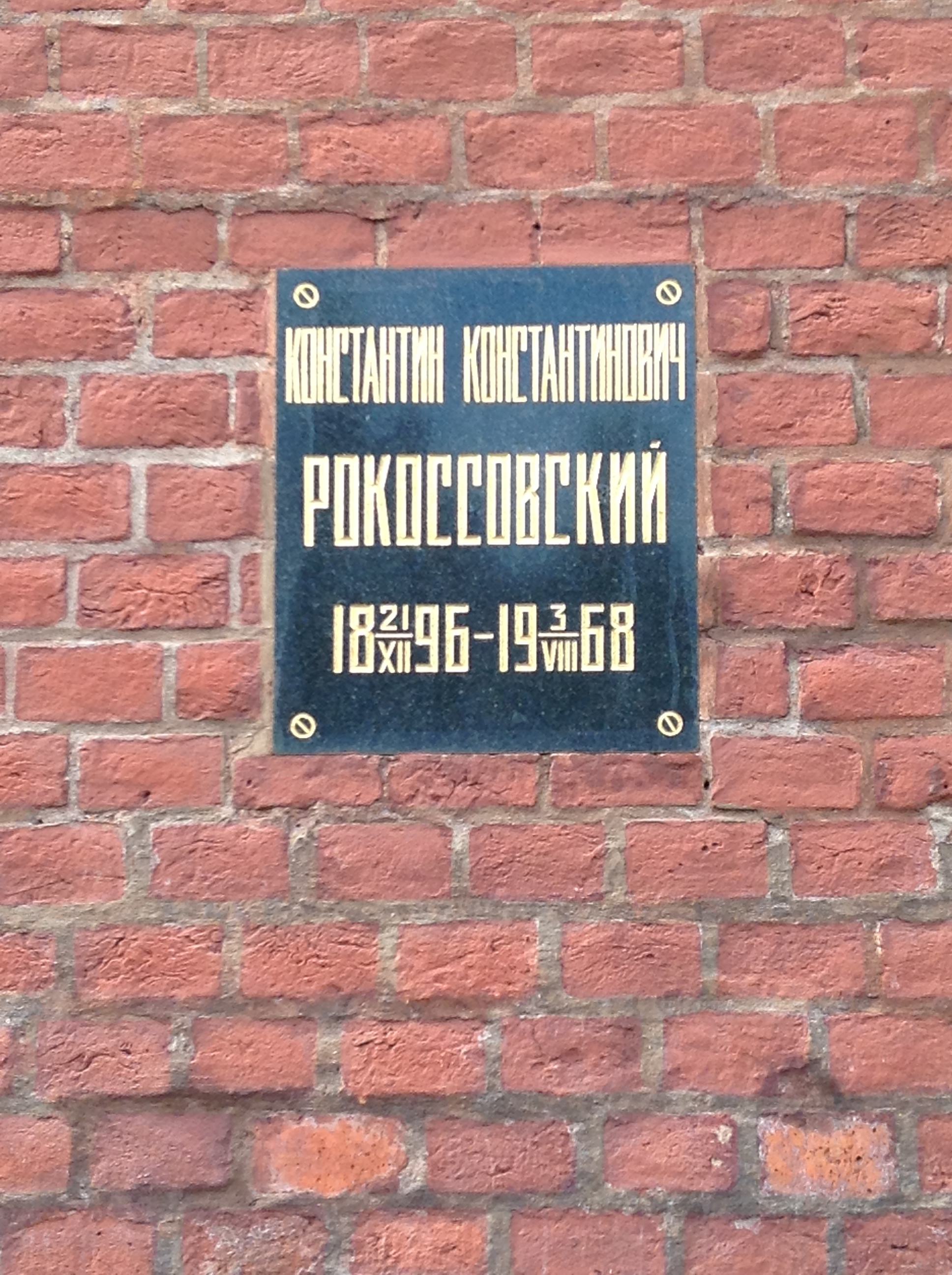
Urnengrab von Rokossowski

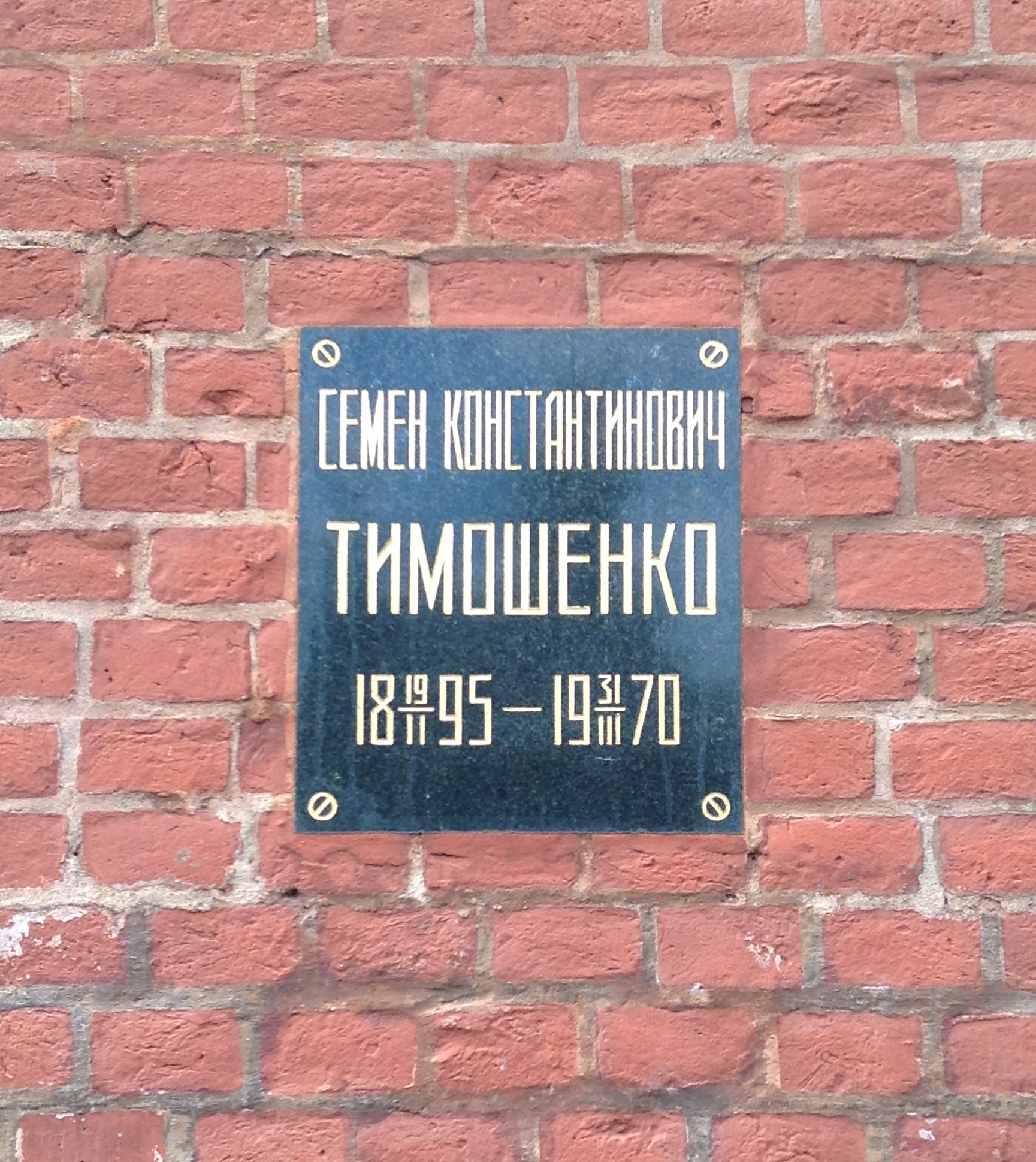
Urnengrab von Timoschenko

1. Grigori Ordschonikidse („Sergo“; 1886–1937), Politiker
2. Sergei Kirow (1886–1934), Politiker
3. Walerian Kuibyschew (1888–1935), Politiker
4. Maxim Gorki (1868–1936), Schriftsteller
5. Marija Uljanowa (1878–1937), Revolutionärin und Politikerin, Schwester Lenins
6. Waleri Tschkalow (1904–1938), Pilot
7. Nadeschda Krupskaja (1869–1939), Revolutionärin und Politikerin, Ehefrau Lenins
8. Anatoli Serow (1910–1939), Pilot und Offizier
9. Polina Ossipenko (1907–1939), Pilotin
10. Marina Raskowa (1912–1943), Pilotin
11. Grigori Krawtschenko (1912–1943), Pilot und Generalleutnant
12. Konstantin Pamfilow (1901–1943), Politiker
13. Jemeljan Jaroslawski (1878–1943), Revolutionär, Politiker und Journalist
14. Klawdija Nikolajewa (1893–1944), Revolutionärin, Politikerin und Gewerkschafterin
15. Boris Schaposchnikow (1882–1945), Marschall der Sowjetunion
16. Alexander Schtscherbakow (1901–1945), Politiker und Generaloberst
17. Wladimir Potjomkin (1874–1946), Pädagoge und Diplomat
18. Wassili Wachruschew (1902–1947), Wirtschaftspolitiker
19. Rosalija Semljatschka (1876–1947), Revolutionärin und Politikerin
20. Fjodor Tolbuchin (1894–1949), Marschall der Sowjetunion
21. Michail Wladimirski (1874–1951), Politiker
22. Alexander Jefremow (1904–1951), Politiker
23. Lew Mechlis (1889–1953), Revolutionär und Politiker
24. Matwei Schkirjatow (1883–1954), Politiker
25. Anatoli Kusmin (1903–1954), Wirtschaftspolitiker
26. Andrei Wyschinski (1883–1954), Jurist und Politiker
27. Leonid Goworow (1897–1955), Marschall der Sowjetunion
28. Pawel Judin (1902–1956), Wirtschaftspolitiker
29. Iwan Lichatschow (1896–1956), Organisator der sowjetischen Autoindustrie
30. Iwan Nossenko (1902–1956), Politiker und Konteradmiral
31. Awraami Sawenjagin (1901–1956), Generalleutnant und Politiker, einer der Leiter des Gulag
32. Wjatscheslaw Malyschew (1902–1957), Politiker und Generaloberst
33. Sergei Schuk (1892–1957), Wasserbautechniker, Bauleiter großer Kanalbauprojekte der Sowjetunion
34. Grigori Petrowski (Grygorij Petrowskyj; 1878–1958), ukrainisch-sowjetischer Revolutionär und Politiker
35. Iwan Tewossjan (1902–1958), Politiker
36. Gleb Krschischanowski (1872–1959), Revolutionär und Politiker, Vizepräsident der Akademie der Wissenschaften
37. Igor Kurtschatow (1903–1960), Physiker, „Vater“ der sowjetischen Atombombe
38. Mitrofan Nedelin (1902–1960), Hauptmarschall der Artillerie
39. Michail Chrunitschew (1901–1961), Politiker
40. Boris Wannikow (1897–1962), Politiker und Generaloberst
41. Andrei Chruljow (1892–1962), Politiker und Armeegeneral
42. Nikolai Dygai (1908–1963), Politiker
43. Wladimir Kutscherenko (1909–1963), Bauingenieur und Politiker
44. Otto Wille Kuusinen (1881–1964), finnisch-sowjetischer Politiker
45. Sergei Birjusow (1904–1964), Marschall der Sowjetunion
46. Frol Koslow (1908–1965), Politiker
47. Sergei Kuraschow (1910–1965), Gesundheitspolitiker und Publizist
48. Sergei Koroljow (1907–1966), Raketenkonstrukteur, „Vater“ der sowjetischen Raumfahrt
49. Alexander Rudakow (1910–1966), Politiker
50. Nikolai Ignatow (1901–1966), Politiker
51. Jelena Stassowa (1873–1966), Revolutionärin und Politikerin
52. Rodion Malinowski (1898–1967), Marschall der Sowjetunion und Verteidigungsminister
53. Wladimir Komarow (1927–1967), Kosmonaut, verunglückt mit Sojus 1
54. Nikolai Woronow (1899–1968), Hauptmarschall der Artillerie
55. Juri Gagarin (1934–1968), Kosmonaut und erster Mensch im Weltraum
56. Wladimir Serjogin (1922–1968), Pilot und Oberst, verunglückte mit Juri Gagarin
57. Wassili Sokolowski (1897–1968), Marschall der Sowjetunion
58. Konstantin Rokossowski (1896–1968), Marschall der Sowjetunion und Polens
59. Kirill Merezkow (1897–1968), Marschall der Sowjetunion
60. Semjon Timoschenko (1895–1970), Marschall der Sowjetunion
61. Andrei Jerjomenko (1892–1970), Marschall der Sowjetunion
62. Nikolai Schwernik (1888–1970), Politiker, 1946 bis 1953  formell Staatsoberhaupt der Sowjetunion
63. Georgi Dobrowolski (1928–1971), Kosmonaut, verunglückt mit Sojus 11
64. Wladislaw Wolkow (1935–1971), Kosmonaut, verunglückt mit Sojus 11
65. Wiktor Pazajew (1933–1971), Kosmonaut, verunglückt mit Sojus 11
66. Matwei Sacharow (1898–1972), Marschall der Sowjetunion
67. Nikolai Krylow (1903–1972), Marschall der Sowjetunion
68. Iwan Konew (1897–1973), Marschall der Sowjetunion
69. Andrei Gretschko (1903–1976), Marschall der Sowjetunion
70. Iwan Jakubowski (1912–1976), Marschall der Sowjetunion